# Anatrachyntis rileyi
Anatrachyntis rileyi is een vlinder uit de familie prachtmotten (Cosmopterigidae). De wetenschappelijke naam is voor het eerst geldig gepubliceerd in 1882 door Walsingham.
De soort komt voor in Europa.